# Manuel Mata
Manuel Mata Gómez  (Valencia, 16 de noviembre de 1959) es un abogado y político español perteneciente al PSPV-PSOE y adscrito a la corriente Izquierda Socialista (PSOE). ha sido diputado autonómico en las Cortes Valencianas en la VII Legislatura (2007-2011) y la IX Legislatura (2015-2019).
También fue portavoz del Grupo Socialista en las Cortes Valencianas desde 2015 hasta 2022.

## Biografía
Es Licenciado en Derecho por la Universidad de Valencia, especialidad en Derecho Público, y ejerce como abogado del Ilustre Colegio de Abogados de Valencia, ejercicio que compagina con la actividad política. Además, habla perfectamente inglés y francés.

## Trayectoria profesional
Desarrolla su labor en el marco del Derecho penal y de la responsabilidad civil médica. Como abogado ha intervenido en asuntos de cierta repercusión pública como el de los dializadores de Baxter o el caso Maeso, sobre el contagio masivo de Hepatitis C y en el que ejerció de acusación.
Además, promovió y fundó junto a un grupo de abogados el Grupo de Abogados Jóvenes del Colegio de Abogados de Valencia. Es miembro de la Asociación Valenciana de Juristas Demócratas y del Club de Encuentro Manuel Broseta.

## Trayectoria política
Ha desempeñado diversas responsabilidades dentro de la administración, como Asesor especial del Grupo Socialista del Parlamento Europeo en 1986 y 1987 y Asesor de Presidencia de la Generalidad Valenciana en 1988 y 1989.
Ha sido concejal del Ayuntamiento de Valencia en el gobierno entre noviembre de 1989 y julio de 1991, siendo Clementina Rodenas alcaldesa de Valencia y en la oposición desde 1991 a 1995.
En el PSPV-PSOE ha ocupado diferentes responsabilidades, como haber sido miembro de la Comisión Ejecutiva de Botánico, Secretario de Cultura de la Comisión Ejecutiva de Valencia y portavoz de la Comisión Ejecutiva Nacional.
Ha sido diputado autonómico en la VII Legislatura en las Cortes Valencianas y portavoz del Grupo Socialista en la comisión de coordinación de las instituciones, así como miembro de las comisiones de gobernación, administración Local y justicia, control de RTVV y comisión de violencia contra la mujer.

## Proceso de Primarias
El 15 de septiembre de 2010 anunció su intención de abrir un proceso de primarias dentro del PSPV-PSOE de Valencia frente a Joan Calabuig, candidato a la alcaldía designado por la Ejecutiva de la ciudad de Valencia. Recogió los avales suficientes para que se realizara la votación, en la que perdió por 159 votos de diferencia

## Caso Azud
En mayo de 2022 abandonó su escaño en las Cortes Valencianas tras admitir un "conflicto de intereses" por ser abogado de Jaime Febrer, el presunto cabecilla de la trama de sobornos a políticos y funcionarios conocido como "caso Azud".
Anteriormente fue salpicado por una polémica relacionada con este mismo caso tras conocerse que utilizaba su coche oficial, conducido por un empleado del PSPV, para acudir al centro penitenciario de Picassent a visitar a su defendido, internado en este centro.
En diciembre de 2022 se hizo público un informe de la Unidad Central Operativa (UCO) de la Guardia Civil en el que aparecía su nombre. El citado informe reseña una conversación de WhatsApp mantenida el 25 de noviembre de 2016 entre José María Cataluña, exresponsable de Finanzas del PSPV-PSOE, y el empresario Enrique Gimeno, ambos imputados en la causa. En el mensaje, extraído del iPhone 7 intervenido a Cataluña en el registro de su vivienda en Gilet, el empresario le dice al exdirigente socialista: “El contacto es Manolo Mata”. En una nota a pie de página, los investigadores del instituto armado señalan que la conversación se refiere al exportavoz socialista.
Como consecuencia de esta nueva polémica, el presidente del principal partido de la oposición en las Cortes Valencianas solicitó al presidente Ximo Puig que se abriera una comisión de investigación y que aclarara "qué papel juega en todo esto su amigo íntimo Manolo Mata".